# Linda van Impelen
Linda Johanna Wilhelmina van Impelen (8 agosto 1985) è una sciatrice alpina olandese paralimpica, vincitrice di una medaglia d'argento alle Paralimpiadi Invernali 2018.

## Biografia
Linda è stata ferita nel 2009 in un incidente d'auto durante uno stage in Australia, quando ha subito una lesione al midollo spinale che le ha causato la paraplegia. Ha studiato presso l'Università di scienze applicate della Saxion.

## Carriera
Ha rappresentato i Paesi Bassi in diverse discipline alpine, vincendo una medaglia d'argento a Pyeongchang nel 2018 con un tempo di 2:29.24. Oro per la giapponese Momoka Muraoka in 2:26.53 e bronzo per l'austriaca Claudia Lösch con 2:29.30.
Assieme agli altri atleti olimpici e paralimpici olandesi che avevano partecipato ai Giochi di Pyeongchang (tra loro Ireen Wüst, Cheryl Maas e Niek van der Velden), è stata premiata al Grote Kerk dell'Aia dal ministro dello sport Bruno Bruins e successivamente ricevuti al Palazzo Noordeinde dal Re Guglielmo, la Regina Máxima e la principessa Margriet.
Alla Coppa del Mondo 2018-19 a Kranjska Gora, in Slovenia si è piazzata al 1º posto nello slalom gigante.

## Palmarès

### Paralimpiadi
- 1 medaglia:
  - 1 argento (slalom gigante a Pyeongchang 2018)

### Coppa del Mondo
- 1 medaglia:
  - 1 oro (slalom gigante a Kranjska Gora 2018)